# Касань-Бегонес (кантон)
Каса́нь-Бегоне́с (фр. Cassagnes-Bégonhès) — кантон во Франции, находится в регионе Юг — Пиренеи, департамент Аверон. Входит в состав округа Родез.
Код INSEE кантона — 1207. Всего в кантон Касань-Бегонес входят 7 коммун, из них главной коммуной является Касань-Бегонес.

## Коммуны кантона
| Коммуна              | Население, чел. (2006) | Почтовый индекс | Код INSEE |
| -------------------- | ---------------------- | --------------- | --------- |
| Арвьё                | 880                    | 12120           | 12011     |
| Кальмон              | 1 582                  | 12450           | 12043     |
| Касань-Бегонес       | 982                    | 12120           | 12057     |
| Кон-ла-Гран-Виль     | 426                    | 12120           | 12073     |
| Орьяк-Лагаст         | 280                    | 12120           | 12015     |
| Сальмьеш             | 728                    | 12120           | 12255     |
| Сент-Жюльет-сюр-Вьор | 441                    | 12120           | 12234     |

## Население
Население кантона на 2006 год составляло 5 622 человека.
| 1962  | 1968  | 1975  | 1982  | 1990  | 1999  | 2006  | 2007 |
| ----- | ----- | ----- | ----- | ----- | ----- | ----- | ---- |
| 5 832 | 6 176 | 5 612 | 5 453 | 5 313 | 5 319 | 5 622 | —    |